# Oblate di Santa Francesca Romana
Le Oblate di Santa Francesca Romana (in latino Congregatio Oblatarum Turris Speculorum) sono un istituto religioso femminile di diritto pontificio.

## Storia

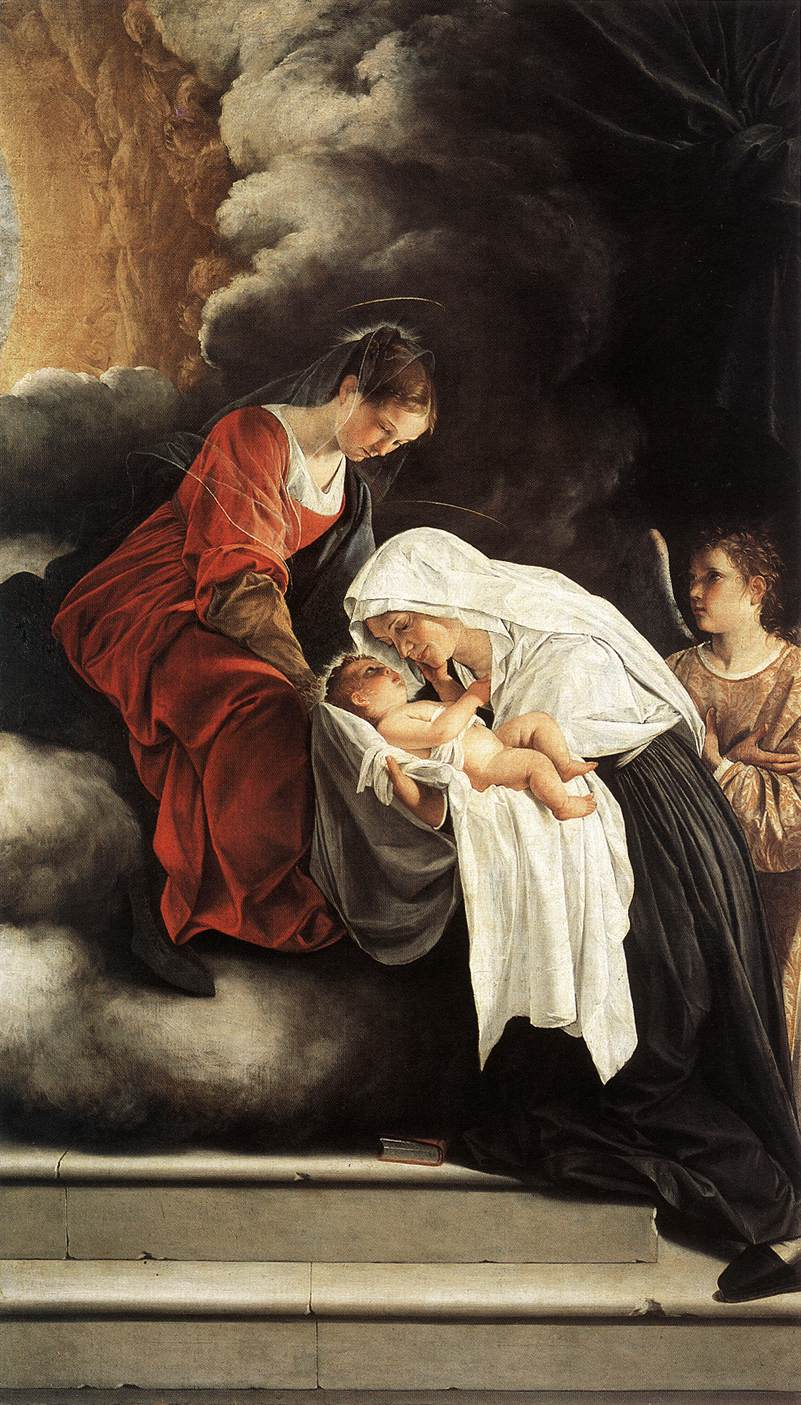
Visione di santa Francesca Romana: dipinto di Orazio Gentileschi

Nel XIV secolo Francesca Ponziani (1384-1440) era uno dei personaggi più noti di Roma, celebre per la carità e il coraggio con cui affrontò numerose disgrazie famigliari (il ferimento del marito, la prigionia di un figlio, la morte di altri due figli, il saccheggio della propria casa). Venne proclamata santa il 29 maggio 1608 da papa Paolo V.
Il 15 agosto 1425 Francesca e nove compagne, tutte esponenti di facoltose famiglie romane, si offrirono come oblate al monastero olivetano di Santa Maria Nova di Roma: il loro intento era inizialmente quello di dar vita a una confraternita di devozione, ma il 25 marzo 1433 presero in affitto un'abitazione all'ombra della Torre de' Specchi, nel rione Campitelli, e iniziarono a condurre vita comune dedicandosi alla preghiera contemplativa e al lavoro manuale, vivendo da eremite all'interno delle mura urbane, legate da promessa di stabilità e obbedienza, ma senza voti e senza clausura.
La comunità non aveva però nessuna copertura giuridica: la costituzione Periculoso di papa Bonifacio VIII (1298) imponeva alle comunità femminili la clausura, mentre i decreti del concilio Lateranense IV (1315) imponevano a quanti intendevano condurre vita comune l'adozione di una regola approvata; invece presso gli olivetani, come presso tutti i benedettini, l'oblazione non comportava l'emissione di voti o l'osservanza della regola, ma indicava un legame solo spirituale con l'ordine. Per sanare la condizione della comunità Francesca si rivolse a papa Eugenio IV. Il pontefice, con lettera del 4 luglio 1433, concesse alle oblate il privilegio di condurre vita regolare, di eleggersi una presidentessa, l'esenzione dalla giurisdizione del parroco locale, di scegliersi liberamente un confessore, di accogliere altre donne. L'abate generale della congregazione di Monte Oliveto, Battista da Poggibonsi, approvò le oblate il 9 agosto 1439 e concesse loro un'ampia autonomia dai monaci.
Le oblate si dichiararono esenti dalla clausura imposta nel 1566 a tutti i monasteri femminili dalla costituzione Circa Pastoralis di papa Pio V perché non appartenenti ad alcun ordine e, come libera associazione laicale, la comunità fu anche risparmiata dalle leggi eversive seguite all'annessione di Roma all'Italia (1870).
Il codice di diritto canonico promulgato nel 1917 riconobbe ufficialmente gli istituti religiosi di voti semplici: nel capitolo del 1947 le oblate di Tor de' Specchi stabilirono di costituirsi in congregazione di suore e, come tali, vennero approvate da papa Giovanni XXIII nel 1958.

## Attività e diffusione
Oggi le Oblate di Santa Francesca Romana si dedicano soprattutto all'insegnamento del catechismo ai bambini che si preparano alla prima comunione: nel loro convento accolgono e ospitano le studentesse universitarie fuori sede per tutto il periodo dei loro studi.
Secondo la tradizione l'abito venne ispirato a Francesca dalla Vergine tramite san Paolo apparsole in sogno la notte di Natale del 1432. È costituito da una sottogonna bianca (segno di purezza), una tunica nera (simbolo della morte) stretta in vita da una cintura e da un ampio velo bianco (simbolo di obbedienza): in origine per la confezione dell'abito erano consentiti solo lana e lino, ma essendo considerati tessuti pregiati e troppo costosi il loro uso è stato abbandonato in omaggio al voto di povertà.
Al 31 dicembre 2008 la congregazione contava la sola casa in Tor de' Specchi e 13 religiose.